# Pusu
pusu（日语：ぷす，1994年5月23日—）是日本的Vocaloid P主、作詞家、作曲家。

## 履历
- 2012年
  - 1月29日 - 以的名义，在Niconico动画投稿了ボーカロイド歌曲，开始活动。
  - 同年，以じっぷす名义发布的歌曲《平成激变（ヘイセイカタクリズム）》在Niconifo動画上达到了VOCALOID殿堂入（10万回播放），因此在其之后他以じっぷす的名义所发表的VOCALOID乐曲均以“平成Project（ヘイセイプロジェクト）”的统称称呼。
- 2014年
  - 10月10日 - 正式出道並宣布平成Project的小说化开始。此外，在月刊Commic ZERO-SUM上的漫画化也同时开始。
  - 12月17日 - 专辑《平成Project -White Noise-》发行[4]
- 2015年
  - 6月17日 - 专辑《ZIPS》发行。[5]
  - 12月10日 - 艺名从变更为。
- 2016年
  - 12月31日 - 和宮川大聖（日语：宮川大聖）结成音乐组合，同日，一并发表了自主制作盘《青春Endless》。[6]
- 2017年
  - 4月2日 - 音乐组合在东京都的下北泽GARDEN举办了一人Live「的交流障碍！脱却！大作战！」。[6]
- 2019年
  - 4月30日 - 因日本的元号从平成变成了令和，“平成Project”最后的作品《平成再见拜拜（ヘイセイサヨナラバイバイ）》的MV于YouTube上公开。
  - 5月23日 - 在自己的生日那天引退，不再作为歌手活动。[3]
  - 6月12日 - 结成了音乐组合「TUYU」，同日在YouTube上公开了《果然雨还是下了呢（やっぱり雨は降るんだね）》的MV。
- 2024年
  - 5月31日 - 因为涉嫌杀人未遂，在東京都中野區公寓里的家中被日本警视厅紧急逮捕（日语：緊急逮捕）[7]。
  - 10月2日 - 透過X「TUYU」官方帳號發布道歉聲明，表示被送醫鑑定精神狀態，強制住院2個月，已於8月30日杀人未遂罪獲不起訴並獲釋。[8]
- 2025年
  - 1月1日00:00 - 在TUYU官方X中宣布ぷす被解雇。[9]

## 人物
他是音乐组合TUYU的领队和吉他手，除了部分的器乐作品外，所有的乐曲都是由他进行作词、作曲的。
在以Niconico唱见活动的时候，曾经和组成了乐队，此外和しゃけみー、组成乐队进行活动。
现在这些乐队的活动都已停止。
作为VOCALOID P主活动时创作的“平成Project”系列乐曲曾被加以多种媒体的改编，在2014年漫画、小说化。

## 作品列表

### 
- 和みやかわくん（日语：みやかわくん）的组合。

## 提供乐曲
| 発売           | 曲名                                  | 歌手                        |
| -------------- | ------------------------------------- | --------------------------- |
| 2018年8月10日  | Pink                                  | 浦田涉                      |
| 2020年2月2日   | ENVY                                  | ゆきむら。                  |
| 2020年9月30日  | 透明色                                | 三月的Phantasia             |
| 2020年11月11日 | Very                                  | 草莓王子                    |
| 2020年12月27日 | アルバノクスワールド                  | AlbaNox                     |
| 2021年8月1日   | チョコチョコ☆ラビッツレボリューション | ちょこらび                  |
| 2021年2月24日  | ルーザーガール                        | 真っ白なキャンバス          |
| 2021年3月17日  | シャーベット                          | P丸樣。                     |
| 2021年2月24日  | かくれんぼっち                        | 牧島輝                      |
| 2021年12月17日 | 透明シンガー                          | 早見沙織                    |
| 2022年10月10日 | どんな結末がお望みだい？              | ワンダーランズ×ショウタイム |

## 註解
1. ↑  ぷす [@Pusu_kun].  (推文). 2018-01-03  [2020-01-29] –Twitter.
2. ↑  ぷす [@Pusu_kun].  (推文). 2020-09-06  [2020-09-06] –Twitter.
3. 1 2  ぷす [@Pusu_kun].  (推文). 2019-05-21  [2020-01-21] –Twitter.
4. ↑  . 音楽ナタリー (ナターシャ). 2014-10-10  [2020-02-12]. （原始内容存档于2024-06-01）.
5. ↑  . 音楽ナタリー (ナターシャ). 2015-06-17  [2020-02-12]. （原始内容存档于2024-06-01）.
6. 1 2  . 音楽ナタリー (ナターシャ). 2017-01-29  [2020-02-09]. （原始内容存档于2024-06-01）.
7. ↑  . 日テレNEWS NNN. 2024-05-31  [2024-05-31]. （原始内容存档于2024-06-01）.
8. ↑  . Yahoo News. 2024-10-03  [2024-10-04]. （原始内容存档于2024-10-07） （中文（臺灣））.
9. ↑  . X. 2025-01-01  [2025-01-01]. （原始内容存档于2024-12-31） （日语）.
10. ↑  . Twitter.   [2020-02-08]. （原始内容存档于2024-06-01）.
11. ↑  . コミックナタリー (ナターシャ). 2014-11-28  [2021-09-23]. （原始内容存档于2024-01-27）.
12. ↑  .   [2024-06-13]. （原始内容存档于2024-06-01）.